# Hoplismenus bidentatus
Hoplismenus bidentatus là một loài tò vò trong họ Ichneumonidae.